# Durrant Brown
Durrant Brown (ur. 8 lipca 1964) – piłkarz jamajski grający na pozycji środkowego obrońcy.

## Kariera klubowa
Całą piłkarską karierę Brown spędził w zespole Wadadah z miasta Montego Bay w barwach którego przez lata występował w Jamaican National Premier League. Swój pierwszy sukces w karierze osiągnął w 1988 roku, kiedy został mistrzem kraju. Osiągnięcie to powtórzył w 1992 roku.

## Kariera reprezentacyjna
W 1998 roku Brown został powołany przez selekcjonera René Simõesa do reprezentacji Jamajki na Mistrzostwa Świata we Francji. Tam był rezerwowym i nie rozegrał żadnego spotkania. Ogółem w drużynie narodowej wystąpił 102 razy (nieoficjalnie rozegrał 132 spotkania).